# Volo Atlantic Southeast Airlines 2254
Il 9 aprile 1990 il volo Atlantic Southeast Airlines 2254, un volo passeggeri partito da Muscle Shoals, Alabama, con scalo intermedio a Gadsden, nello stesso stato, per arrivare ad Atlanta, Georgia, rimase coinvolto in una collisione a mezz'aria con un Cessna 172 sopra Gadsden. La collisione provocò la morte del pilota e del passeggero del Cessna 172.

## Gli aerei
Il volo Atlantic Southeast Airlines 2254 era operato sotto il regolamento 14 CFR 135 con un Embraer EMB 120 Brasilia (codice di registrazione N217AS).
Il secondo velivolo era un Cessna 172 (codice di registrazione N99501), operato da due piloti della Civil Air Patrol.

## L'incidente
Il volo 2254 era partito da Muscle Shoals, Alabama, in rotta verso Atlanta con uno scalo intermedio programmato all'aeroporto regionale di Gadsden. Il volo da Muscle Shoals a Gadsden proseguì senza incidenti.
L'Embraer partì da Gadsden dalla pista 24, con il capitano William Query (56) e un ignoto primo ufficiale ai comandi. L'aereo virò a sinistra verso est lungo la rotta di volo prevista per Atlanta, salendo a un'altitudine assegnata di 5.000 piedi. Il Cessna 172 viaggiava in direzione ovest alla stessa quota, con il sole al tramonto negli occhi. I due aerei si scontrarono intorno alle 18:05, secondo il Fuso Orario Centrale.
A seguito della collisione frontale, lo stabilizzatore orizzontale destro del volo 2254 venne strappato via dall'aereo. Sebbene danneggiato in modo significativo, il volo 2254 riuscì a tornare in aeroporto senza alcuna ferita agli occupanti. Invece il Cessna 172 si schiantò in un campo, uccidendo il pilota e il passeggero. L'equipaggio dell'ASA riferì in seguito di aver visto il Cessna pochi istanti prima dell'impatto e che il capitano aveva tentato di effettuare un'azione evasiva spingendo il muso verso il basso, senza essere in grado di evitare la collisione. Un testimone oculare che la vide non segnalò alcuna manovra evasiva da parte di nessuno dei due velivoli prima dell'incidente.

## Causa probabile
La probabile causa dell'incidente è stata attribuita dall'NTSB a "l'inadeguata visuale dei piloti di entrambi i velivoli, che ha comportato la loro incapacità di vedere ed evitare il traffico in arrivo. Un fattore correlato all'incidente è stato il riverbero del sole, che ha limitato il visione del pilota Cessna 172."